# نیکولاس مار
نیکولای یاکوفلویچ مار (به روسی: Никола́й Я́ковлевич Марр، «نیکولای یاکوفلویچ مار»، به گرجی:ნიკოლოზ იაკობის ძე მარი)، «نیکولوز یاکوبیسدزه ماری») (زادهٔ ۲۵ دسامبر ۱۸۶۴ - درگذشتهٔ ۲۰ دسامبر ۱۹۳۴) انسان‌شناس، زبان‌شناس، تاریخ‌نگار، اسپرانتیست، باستان‌شناس، و استاد دانشگاه گرجی بود.
او برندهٔ نشان لنین شد. نیکولاس مار پدر یوری نیکولایویچ مار، شاعر، پژوهشگر، ایران‌شناس، و شرق‌شناس نامدار است.